# Senat (Kamerun)

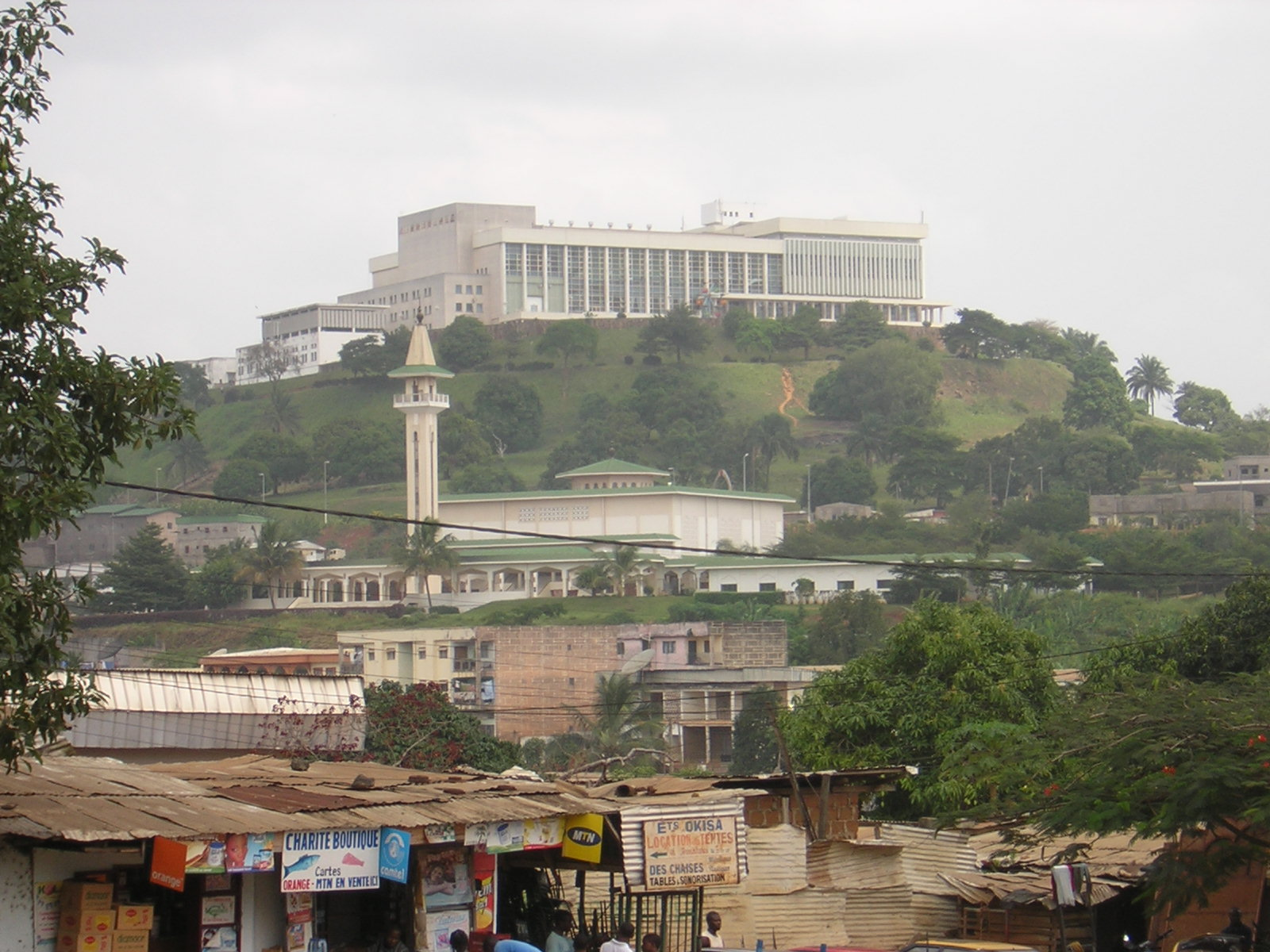
Der Senat befindet sich im Palais des Congrès in Yaoundé

Der Senat von Kamerun (französisch: Sénat) bildet das Oberhaus des Parlaments von Kamerun und vertritt die Regionen Kameruns. 1996 wurde der Senat als zweite Kammer in der Verfassung etabliert, die ersten Senatswahlen fanden jedoch erst 2013 statt, nachdem Präsident Paul Biya per Dekret Wahlen angeordnet hatte.
Der Senat besteht aus 100 Senatoren, von denen 70 gewählt und 30 vom Präsidenten ernannt werden, wobei jede der 10 Regionen Kameruns 10 Senatoren stellt. Die gewählten Senatoren werden dabei von den Mitgliedern der Gemeinde- und Regionalräte gewählt. Die meiste politische Macht ist in Kamerun jedoch in der Person des Präsidenten vereinigt. 